# Рухливість носіїв заряду
Рухливість носіїв заряду або мобільність носіїв заряду —  кількісна характеристика носія заряду, яка визначає його вклад у провідність.
Позначається здебільшого літерою μ, вимірюється в системі SI у м2/B · c. На практиці, проте, частіше використовується одинця см²/B·c.

## Означення
Носії заряду є вільними частками й рухаються у зовнішньому електричному полі. На заваді цьому рухові стають зіткнення із дефектами, зміщеними зі своїх положень атомами кристалічної ґратки тощо. В результаті такого руху носії заряду набувають певної середньої швидкості, яка пропорційна напруженості електричного поля. Ця швидкість називається дрейфовою швидкістю.
Коефіцієнт пропорційності між дрейфовою швидкістю й напруженістю електричного поля називається рухливістю:
{\displaystyle \langle v\rangle =\mu E},
де: {\displaystyle \langle v\rangle } — дрейфова швидкість, μ — рухливість, E — напруженість електричного поля.
Рухливість є характеристикою носія заряду в даному середовищі. Наприклад, рухливість електронів у кремнії, чи рухливість дірок в арсеніді галію.